# Втеча Логана
«Втеча Логана» (англ. Logan's Run) — американський науково-фантастичний фільм 1976 року, знятий на основі однойменного роману Вільяма Ф. Нолана та Джорджа Клейтона Джонсона 1967 року. Стрічка отримала премії «Сатурн» як найкращий науково-фантастичний фільм і «Оскар» за найкращі візуальні ефекти.
Фільм описує високотехнологічне суспільство, що безтурботно живе в ізольованому місті майбутнього, але де всі зобов'язані помирати в 30 років. Головний герой Логан полює на втікачів і отримує завдання знайти їхню мету, «Святилище» десь за межами міста. Він знайомиться з дівчиною Джессікою, разом з якою мимоволі сам стає утікачем.
За мотивами фільму було створено однойменний телесеріал з 14-и епізодів, який транслювався на CBS у 1977—1978 роках. Серіал суттєво продовжував сюжету фільму, але був закритий через низькі рейтинги.

## Сюжет
У ХХІІІ столітті людство мешкає в місті, захищеному від зовнішньої радіації куполами. Життя населення безтурботне та повністю керується комп'ютером. Однак, людей ставало все більше, а життєвого простору — менше. З метою врегулювання чисельності населення було прийнято рішення: кожен, кому виповнилось 30 років, мусить пройти ритуал «вогняної каруселі». Населення впевнене, що це дозволяє переродитися й стати заново дітьми, та насправді ритуал просто знищує людей лазером.
Елітна група «Піщані люди» займається переслідуванням утікачів з міста. Логан 5 — один із представників такого підрозділу. Вбивши чергового втікача, він знайомиться з дівчиною Джессікою 6, яка носить кулон у вигляді анхка. Джессіка вважає, що в місті ніхто не перероджується, а ритуал «вогняної каруселі» — вбивство. Це дивує Логана, який не розуміє як можна не хотіти жити в місті. Пізніше він отримує від комп'ютера таємне завдання знайти місце під назвою «Святилище» за межами міста, куди намагаються потрапити 30-ирічні люди. Для виконання завдання «годинник життя» в долоні Логана 5 переводять на 4 роки вперед і він сам стає 30-тирічним. Наляканий, він запитує, чи повернуть йому чотири роки після завершення місії, але не отримує відповіді. Комп'ютер повідомляє, що втікачів можна впізнати за символом анкха.
Логан зустрічає Джессіку і пояснює їй свій намір тікати з міста в Святилище. Вони зустрічаються з підпільною групою, яка веде їх на занедбані околиці міста міста. Підпільці хочуть убити Логана, дізнавшись, що він один з «Піщаних людей». Логан дізнається, що символ анкха насправді є ключем, який відкриває вихід із міста. Обоє виходять у замерзлу печеру, за ними слідує колега Логана, Френсіс. У печері вони зустрічають Бокса, робота, призначеного для збору їжі за межами міста. На свій жах Логан розкриває, що «Святилище» — це вигадка. Керівництво підпілля спрямовує втікачів до Бокса, котрий захоплює втікачів, щоб заморозити їх та згодувати містянам. Перш ніж Бокс встигає заморозити Логана та Джессіку, вони тікають, в результаті чого стеля печери обвалюється на робота.
Опинившись назовні, Логан і Джессіка помічають, що їхні «життєві годинники» більше не працюють. Вони вперше бачать Сонце і виявляють, що за межами куполів природа відновилася. Обоє досліджують старе й, здавалося б, покинуте місто, яке колись було Вашингтоном, округ Колумбія. На руїнах зали сенату Сполучених Штатів вони знаходять літнього чоловіка, який живе з багатьма котами. Його поява шокує їх, оскільки вони ніколи не бачили нікого старше 30-и років. Логан розуміє, що «Святилище» завжди було міфом.
Тим часом Френсіс слідує за втікачами, і намагається повернути Логана до міста. Логан смертельно ранить Френсіса; коли він помирає, Френсіс бачить, що «годинник життя» Логана тепер чистий, і припускає, що Логан оновився. Логан і Джессіка переконують старого вирушити з ними в місто, щоб підтвердити, що за межами куполів існує життя. Залишивши чоловіка на вулиці, обоє проникають у місто через водозабірний тунель і намагаються переконати містян, що Карусель — обман, призначений знищувати надлишкове населення. Їх захоплюють інші «Піщані люди» та відводять до комп'ютера, який запитує в Логана чи виконав він свою місію.
Логан розповідає, що «Святилища» не існує. Його слова не сприймаються комп'ютером, навіть після сканування свідомості Логана, бо він розуміє тільки те, що передбачене програмою. Комп'ютер перевантажується, системи міста виходять з ладу і виходи назовні відкриваються. Логан, Джессіка та інші громадяни тікають із зруйнованого міста. Вийшовши назовні, жителі бачать старого, який доводить, що вони справді можуть прожити набагато довше життя.

## У ролях
| Актор                   | Роль       |
| ----------------------- | ---------- |
| Майкл Йорк              | Логан 5    |
| Дженні Егаттер          | Джессіка 6 |
| Річард Джордан          | Френсіс 7  |
| Роско Лі Браун          | Бокс       |
| Фарра Фосетт            | Голлі 13   |
| Пітер Устінов           | старий     |
| Майкл Андерсон-молодший | Док        |
| Мішель Стейсі           | Мері 2     |
| Лара Ліндсі             | втікачка   |

## Створення фільму

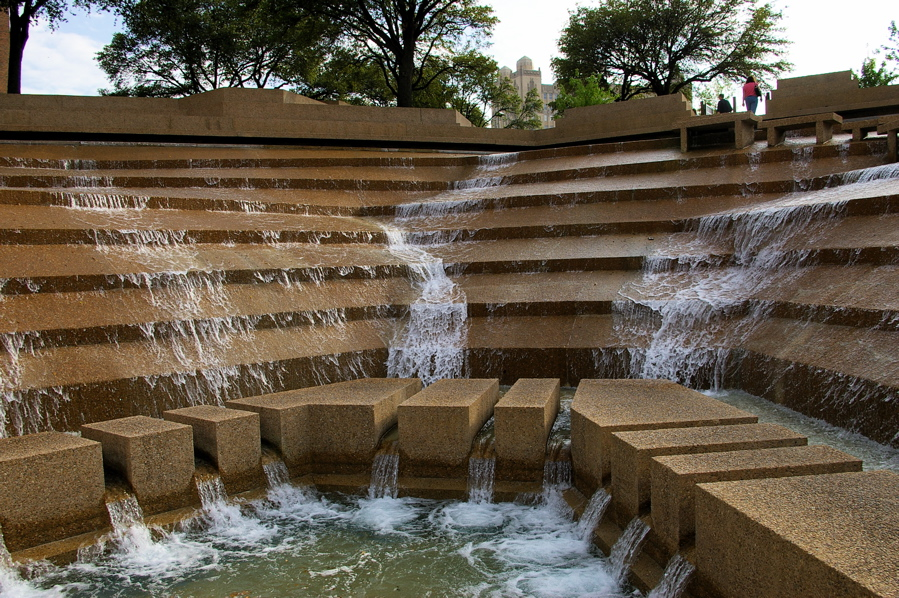
«Водяні сади» в Форт-Верті, що слугували декораціями для міста

### Виробництво
Основні зйомки проходили в Далласі та Форт-Верті.

### Знімальна група
- Кінорежисер — Майкл Андерсон
- Сценарист — Девід Зелаг Гудмен
- Кінопродюсер — Сол Девід
- Композитор — Джеррі Голдсміт
- Кінооператор — Ернест Ласло
- Кіномонтаж — Боб Ваймен
- Художник-постановник — Дейл Геннессі
- Артдиректори — Дейл Геннессі
- Художники по костюмах — Білл Томас
- Підбір акторів — Джек Бур[5].

## Відмінності від роману
Дія оригінального роману 1967 року відбувалася в перенаселеному світі, де максимальним дозволеним віком був 21 рік. Логан переховувався завдяки тому, що маскував свій справжній вік пластичною хірургією. В книзі «Святилище» справді існувало та було космічною колонією біля Марса, куди Логан із Джессікою тікали в фіналі. Знищення комп'ютера здійснив уже в книзі-продовженні «Світ Логана» 1977 року видання Баллард, помічник утікачів. Після насталого колапсу земної цивілізації поставки припасів на станцію припинилися, тому Логан, Джессіка та їхній син Як повернулися. Потім йому довелося завадити планам своїх колишніх колег з реактивації комп'ютера.

## Сприйняття

### Критика
Фільм отримав змішані відгуки. На сайті Rotten Tomatoes оцінка фільму становить 60 % на основі 35-и відгуків від критиків (середня оцінка 6,1/10) і 67 % від глядачів із середньою оцінкою 3,6/5 (понад 25 тис. голосів), Internet Movie Database — 6,8/10 (42 997 голосів).
Роджер Еберт писав про фільм, що його сюжет доволі буденний, за мірками наукової фантастики; це щось середнє між «Містом і зірками» Артура Кларка з елементами «Планети мавп». Але декорації та спецефекти вражають, особливо якщо не сприймати їх надто серйозно. Ділоги Логана, якого зіграв Майкл Йорк, «інтелектуальні», хоча з ним і Джессікою пов'язані деякі смішні сцени, коли персонажі опиняються за містом.
Ієн Нейтан з журналу «Empire» зазначав: походження «Втечі Логана» з 1970-х добре видно в його естетиці і візуально фільм застарів. Але сюжет розвивається жваво і «поступове перетворення героїчного Логана Йорка з самовдоволеного вірянина на бунтаря, піклуючись про стоїчну Джессіку 6 Егаттер, безумовно, виглядає правдоподібним». Це антиутопічна фантазія «під дискотечний ритм», що має певні попередження щодо технологій, однак фільму бракує політичного підтексту чи справжньої похмурості.
Браян Костелло на сайті Common Sense Media охарактеризував, що це цікавий зразок наукової фантастики 70-х років епохи до «Зоряних війн». Його суто розважальна цінність дозволяє легко пробачити застарілі спецефекти та ненавмисно смішні діалоги. Треба визнати стильність «Втечі Логана» та її ідеї щодо залежності від технологій, яка веде до застою й декадансу.

### Касові збори
За перші п'ять днів показу в кінотеатрах у 1976 році «Втеча Логана» зібрала 2,5 мільйона доларів, що було значною сумою на той час. Потім фільм зібрав 25 мільйонів доларів у Північній Америці та добре показав себе на інших територіях.
Фільм допоміг MGM розрахуватися з боргами і особливо сподобався молодіжній авдиторії.

### Номінації та нагороди
| Нагороди та номінації фільму «Втеча Логана» | Нагороди та номінації фільму «Втеча Логана» | Нагороди та номінації фільму «Втеча Логана» | Нагороди та номінації фільму «Втеча Логана»                                 | Нагороди та номінації фільму «Втеча Логана» | Нагороди та номінації фільму «Втеча Логана» |
| Рік                                         | Кінофестиваль/кінопремія                    | Категорія/нагорода                          | Номінант                                                                    | Результат                                   |                                             |
| ------------------------------------------- | ------------------------------------------- | ------------------------------------------- | --------------------------------------------------------------------------- | ------------------------------------------- | ------------------------------------------- |
| 1977                                        | «Оскар»                                     | Візуальні ефекти                            | Л. Б. Ебботт, Глен Робінсон, Меттью Юрісіч                                  | Перемога                                    |                                             |
| 1977                                        | «Оскар»                                     | Найкраща робота оператора                   | Ернест Ласло                                                                | Номінація                                   |                                             |
| 1977                                        | «Оскар»                                     | Найкраща робота художника-постановника      | Дейл Геннессі                                                               | Номінація                                   |                                             |
| 1977                                        | «Сатурн»                                    | Найкращий науково-фантастичний фільм        | «Втеча Логана»                                                              | Перемога                                    |                                             |
| 1977                                        | «Сатурн»                                    | Найкраща робота оператора                   | Ернест Ласло                                                                | Перемога                                    |                                             |
| 1977                                        | «Сатурн»                                    | Найкраща робота артдиректора                | Дейл Геннессі                                                               | Перемога                                    |                                             |
| 1977                                        | «Сатурн»                                    | Найкращі декорації                          | Роберт Де Вестел                                                            | Перемога                                    |                                             |
| 1977                                        | «Сатурн»                                    | Найкращі костюми                            | Білл Томас                                                                  | Перемога                                    |                                             |
| 1977                                        | «Сатурн»                                    | Найкращий грим                              | Вільям Теттл                                                                | Перемога                                    |                                             |
| 1977                                        | «Г'юго»                                     | Найкраща постановка                         | Майкл Андерсон, Девід Зелаг Гудмен, Вільям Ф. Нолан, Джордж Клейтон Джонсон | Номінація                                   |                                             |
| 1977                                        | «Московський міжнародний кінофестиваль»     | «Золотий Святий Георгій»                    | Майкл Андерсон                                                              | Номінація                                   |                                             |

## Серіал
На основі фільму було створено телесеріал, який транслювався на CBS із 16 вересня 1977 року по 6 лютого 1978 року. Він налічував 14 епізодів, але знято було більше. Решта не показувалися через закриття серіалу, зумовлене його низькими глядацькими рейтингами. Попри те серіал також показували в Сполученому Королівстві, Австралії та Новій Зеландії. Видання «Inverse» писало в 2022 році, що серіал мав чудовий сценарій, але помітно дешевші, порівняно з фільмом, спецефекти. Саме це зумовило його крах, адже глядачі після виходу «Зоряних воєн» бажали більше видовищ.
Серіал більше зосереджений на подорожах Логана й Джессіки по постапокаліптичній території США в пошуках «Святилища». Пригоди в місті зображалися тільки в першому 75-ихвилинному епізоді, що був перемонтованим фільмом. Користуючись літаючим транспортом, герої зустрічали незвичайні людські спільноти, роботів, мандрівників у часі та іншопланетян. У подорожі до Логана й Джесіки приєднувався андроїд на ім'я Рем.